# Eugène Bruel
Eugène Bruel, né le 19 avril 1834 à Moulins (Allier) et mort le 10 mars 1908 à Moulins, est un homme politique français. Il a été maire de Moulins, député, puis sénateur de l'Allier.

## Biographie
Charles Eugène Bruel appartient à une famille de la bourgeoisie commerçante de Moulins, où son grand-père Jean Bruel (1763-1835) était marchand quincaillier ; son père, Louis (1802-1873), y a été marchand de fer, mais aussi conseiller de préfecture et juge au tribunal de commerce, tandis que sa mère, Madeleine Allins, venait d'une famille de marchands de bois. Il épouse le 19 janvier 1867 à Aigueperse (Puy-de-Dôme) Marie Anne Hélène Maréchal (1844-1900), fille d'un banquier d'Aigueperse ; leur fils Hubert (1867-1962) était ingénieur centralien.
Négociant et industriel, il dirige une usine de fabrication de machines et instruments agricoles à Moulins. Il est élu pour la première fois conseiller général de l'Allier pour le canton de Moulins-Ouest en octobre 1871 ; il le reste jusqu'en 1886. En 1871 aussi, il devient conseiller municipal de Moulins, dont il sera ensuite adjoint au maire (1875), puis maire. Il est député de 1884 à 1885, inscrit au groupe de la Gauche radicale et sénateur de l'Allier de 1885 à 1903, inscrit au groupe de l'Union républicaine. Son activité parlementaire est faible.

## Sources
- « Eugène Bruel », dans Adolphe Robert et Gaston Cougny, Dictionnaire des parlementaires français, Edgar Bourloton, 1889-1891 [détail de l’édition]
- « Eugène Bruel », dans le Dictionnaire des parlementaires français (1889-1940), sous la direction de Jean Jolly, PUF, 1960 [détail de l’édition]
- « Bruel (Charles-Eugène) », in Georges Rougeron, Les consultations politiques dans le département de l'Allier : le personnel politique bourbonnais (1789-1963), Moulins, 1964, p. 132.